# Selenicereus hamatus
Selenicereus hamatus — вид квіткових рослин родини кактусових (Cactaceae).

## Поширення
Ендемік Мексики. Поширений у штатах Оахака та Веракрус на півдні країни.

## Опис
Стебло ліаноподібне, завдовжки до 4-5 м (інколи до 12 м) і товщиною 16-22 мм. Квіти запашні, жовтувато-білі або білі, 20-35 см завдовжки та 20-30 см у діаметрі. Плоди невідомі.